# فهرست فیلم‌های ایرانی سال ۱۳۹۹
فهرست فیلم‌های ایرانی سال ۱۳۹۹

## فهرست
| عنوان       | کارگردان                 | نویسنده                   | بازیگران                                |
| ----------- | ------------------------ | ------------------------- | --------------------------------------- |
| ابلق        | نرگس آبیار               | نرگس آبیار                | بهرام رادان، الناز شاکردوست، هوتن شکیبا |
| بانک زده ها | جواد اردکانی علی بکائیان | جواد اردکانی زهرا اردکانی | نسرین مقانلو، قاسم زارع،علی انصاریان،   |
| بی همه چیز  | محسن قرائی               | محسن قرائیمحمد داوودی     | پرویز پرستویی هدیه تهرانی مهتاب نصیرپور |